# Naledi Pandor
Pour les articles homonymes, voir Naledi et Pandor.
Grace Naledi Mandisa Pandor (née Matthews le 7 décembre 1953 à Durban) est une femme politique sud-africaine, membre du congrès national africain (ANC).
Elle est ministre de l'Éducation (2004-2009), ministre de la Science et de la Technologie (2009-2012), ministre des Affaires intérieures (2012-2014), de nouveau ministre des Sciences et des Technologies (2014-2018) puis ministre de l'Enseignement supérieur et de la Formation professionnelle (2018-2019) et enfin ministre des Relations internationales et de la Coopération de 2019 à 2024.

## Biographie
Grace Matthews est née à Durban dans la province du Natal. Elle est la petite fille du professeur Z.K. Matthews, membre et président de l'ANC au Cap. Convertie à l'islam, elle s'est mariée à Sharif Joseph Pandor qu'elle a rencontré durant ses études au Botswana et a pris le nom musulman de « Nadia ». Ils ont quatre enfants.
Diplômé d'un Bachelor of Arts en histoire et anglais de l'université du Botswana (1977) et d'un Master en éducation de l'université de Londres (1979), elle est enseignante en anglais ou conférencière dans plusieurs institutions académiques comme l'université de Fort Hare (1980), l'école secondaire Seepapitso au Botswana (1981-1984) ou l'université du Cap (1989-1993).
Après avoir été présidente de la section locale de l'ANC à Athlone Branch, Naledi Pandor est élue au Parlement lors des élections générales sud-africaines de 1994 et devient, en 1995, membre du conseil national exécutif de l'ANC.
De 1999 à 2004, elle est présidente du Conseil national des provinces, nommée à cette fonction par le président Thabo Mbeki. Elle est aussi chancelière de l'université de technologie de la péninsule du Cap (ex-Technikon) de 2002 à 2004.
Ministre de l'Éducation de 2004 à 2009 sous les présidences de Thabo Mbeki et de Kgalema Motlanthe, elle  a supervisé la révision complète du système d'éducation à la suite de l'échec patent de la réforme précédente de l'éducation primaire.
Elle est nommée ministre de la Science et de la Technologie en mai 2009 par le président Jacob Zuma puis ministre des affaires intérieures le 2 octobre 2012. À ce poste, elle supervise l'entrée en vigueur de la nouvelle carte nationale d'identité sud-africaine.
Le 25 mai 2014, elle retrouve sa fonction de ministre des Sciences et des Technologies. Le 28 février 2018, elle devient ministre de l'Enseignement supérieur et de la Formation professionnelle. Le 30 mai 2019, elle devient ministre des Relations internationales et de la Coopération, fonction qu'elle occupe jusqu'en juin 2024.
En mars 2024, Pandor déclare lors de la conférence de son parti, intitulée « Solidarité avec les Palestiniens » : « J'ai déjà prévenu les Sud-Africains, ceux qui combattent aux côtés ou au sein de l'armée israélienne : nous sommes prêts. À votre retour, nous vous arrêterons ». Elle souligne également que « notre solidarité avec les Palestiniens a commencé bien avant le 7 octobre ». Précédemment, elle a téléphoné au chef du Hamas Ismail Haniyeh après l'attaque du 7 octobre, et, le 12 novembre 2023, appelé à accélérer l'enquête sud-africaine sur l’application de la Convention pour la prévention et la répression du crime de génocide dans la bande de Gaza, en déclarant également qu’elle s’attendait à ce que la Cour pénale internationale (CPI) émette un mandat d’arrêt contre le Premier ministre israélien Benjamin Netanyahu, alors qu'en mars de la même année, Pandor avait critiqué la même CPI pour avoir émis un mandat d'arrêt contre Vladimir Poutine et ne pas avoir une « approche impartiale » à l'égard de tous les dirigeants responsables de violations du droit international. Elle apporte d'ailleurs son soutien à l'immunité diplomatique pour le dirigeant russe et son équipe afin qu'ils puissent assister au sommet des BRICS, malgré le mandat d'arrêt de la CPI.